# 理性維基
理性維基（英文：RationalWiki）是一個維基網站，聲稱致力於批判和挑戰偽科學、陰謀論和反科學運動，也會探討威權主義和原教旨主義，和它們在大眾媒體上的表現。 2007年，幾名保守百科（Conservapedia）的編者嘗試添加保守基督教基要派所不同意的觀點，遭到了永久封禁，於是成立理性維基，以抗衡保守百科的「不良影響」，两者之间长期互相嘲讽。但是後來理性維基表明批駁保守百科已經不是其工作重心。

## 歷史
2007年4月，內科醫師彼得·利普森（Peter Lipson）嘗試編輯保守百科的「乳癌」條目，加入科學理據反駁文章認為墮胎會導致乳癌的觀點。持基督教基要派觀點的保守百科創始人和管理員便開始質疑利普森的學識和能力，並將他永久封禁。隨後，利普森連同幾名同樣被封禁的支持者一起創建了理性維基。

## 內容
理性維基的理念與其他一些資訊類維基網站（包括維基百科）十分不同。與維基百科的「中立觀點」相對的是，理性維基自稱以「狡猾 (snarky) 的觀點」（SPOV）寫作，並且容許發表（維基百科不容許的）個人主張、猜測和原創研究以及高度幽默或攻击性、情绪化的叙事风格。 許多理性維基文章以戲仿和反諷的方式描述其所反對的觀點流派，尤其是替代醫學和基督教基要主義。
理性維基的很大一部分內容集中批判和「監視」保守百科。根據2007年《洛杉磯時報》的報導，理性維基的編輯者們（其中有很多前保守百科編輯者）通常都對保守百科持極為負面的意見，甚至有人承認曾去破壞保守百科。
根據 The Register 的報導，理性維基曾有名為「保守百科：妄想」(Conservapedia:Delusions) 的頁面，會迅速更新並列舉保守百科持有的觀點，以進行嘲諷。曾被列出的內容包括「同性戀是精神病」、「無神論者都反社會」、「創世的那六天，上帝將地球放進黑洞減慢時間，讓遙遠恆星的光來得及到達我們」。
有兩個學術研究試圖通過文字分析來確立幾個在線維基的政治傾向（Tan et. al 2019 & Knoche et al.）。研究認為，保守百科屬於政治右翼、理性維基屬於政治左翼。Knoche的研究指出，保守百科傾向將白人與褒義詞聯繫在一起，而將黑人、伊斯蘭教、無神論與貶義詞聯繫在一起；保守百科和維基百科都把基督教與褒義詞聯繫在一起，而理性維基則無這些關聯。不過，三個維基都對女性有貶義的傾向。Knoche 在論文中指出，理性維基的用語充滿戲仿和反諷成分，對語義分析帶來特殊的挑戰。
当Krebs等人在2023年比较多个社区管理的wiki上关于有争议主题的文本时，他们发现理性維基上的内容和贡献者偏向自由主义，而保守百科的内容和贡献者则倾向保守主义。相比之下，维基百科的内容稍微偏向自由主义，编辑者更趋向中间派。无论是理性維基还是保守百科都“更多地涉及道德内容”。

## 反響和評價
加利福尼亞大學聖塔芭芭拉分校的講師安德里亞·巴拉托雷（Andrea Ballatore）在2015年的一項研究中將理性維基列為「闢謠網站」。他的研究發現，在通過 Google 和 Bing 查詢關於陰謀論的資訊時，理性維基是第三大最常出現的搜尋結果，小幅超過 rense.com，僅次於 YouTube 和維基百科。 在《批判性思維：偽科學與超自然現象》一書中，喬納森·史密斯（Jonathan Smith）將理性維基列為發現和辨別邏輯謬誤的一項練習題。
亞歷山大·史威茲（Alexander Shvets）在他的作品《智慧系統2014》中指出，理性維基是「提供有關偽科學理論的信息」僅有的網站之一，並讚揚其對有關偽科學理論，人物和組織的知識進行歸納和分類的努力。科勒（Keeler et al.）的研究也同樣指出，當「令人費解的複雜信息被傳播給廣泛的大眾」時，理性維基之類的網站能夠幫助「釐清混亂」。鮑靈格林州立大學（Bowling Green State University）的本傑明·布羅亞科夫斯基（Benjamin Brojakowski）認為理性維基「是一個維基百科式、專門介紹非主流觀點的網站」。
理性維基經常被其他來源引用。事實查核網站 Snopes 多次引用理性維基的文章以指出《歐盟時報》（European Union Times）慣常發佈假新聞。湯姆·卡登（Tom Kaden）在其作品《美國的創造論和反創造論》中也引用了理性維基描述「保守百科」的條目，並被托馬斯·利奇（Thomas Leitch）在大眾百科的《維基百科大學：數字時代的知識、權威，以及大眾通識教學》中進一步列舉。里斯·魯賓斯坦（Reiss Rubinstein）和路易斯·威索恩（Lois Weithorn）在《回應童年疫苗危機》一文中利用理性維基的內容來證明 Whale.to 是一個「臭名昭彰的陰謀論網站」。《衛報》關於全球暖化否定說和「詭辯」（quibble）的文章也有參考理性維基對亂槍打鳥論證的分析。
《每日野獸》評論員查爾斯·戴維斯（Charles Davis）在一篇批評安吉拉·納格（Angela Nagle）作品《Kill All Normies》的文章中指，根據LibCom.org的記載，安吉拉抄襲了維基百科和理性維基的「好幾段文字」。 
理性維基的觀點也受到了政治立場保守的雜誌和網站的批評。《美國思想家》（American Thinker）雜誌的保羅·奧斯汀·墨菲（Paul Austin Murphy）認為理性維基並不理性、也沒有百科全書應有的客觀，因其將《美國思想家》稱為「右翼極端出版物」（Wingnut publication）。卡托研究所（Cato Institute）的喬治·塞爾金（George Selgin）也曾反駁理性維基對金本位標準穩定性的批評，認為批評得「很不專業」。《聯邦主義者》（The Federalist）的富蘭克林·恩斯普魯赫（Franklin Einspruch）也反駁過理性維基就「文化馬克思主義」是陰謀論的論述。而保守维基则攻击理性维基是左倾的无神论不可知论巨魔农场。

## 中國大陸封鎖
依據GreatFire測試，該網站在中國大陸被當局的網墻封鎖，即當地網民無法正常訪問該網站，2021年4月或更早起被封鎖至今。

## 外部連結
- 官方网站